# ベヴァリー・ゴーベル・ヤネズ
ベヴァリー・ゴーベル＝ヤネズ（英: Beverly Goebel-Yanez、1988年7月19日 - ）は、アメリカ合衆国カリフォルニア州出身の元女子サッカー選手、サッカー指導者。現役時代のポジションはフォワード、ミッドフィールダー。
なでしこリーグのINAC神戸レオネッサでプレーした経験があり、なでしこリーグにおける登録名は、2013年シーズンまではゴーベル ヤネズ、2014年からはゴーベル。

## 経歴
マイアミ大学において大学女子サッカーリーグ51試合に出場、2009年にはキャプテンも務める。2010年にWPSのドラフト会議においてワシントン・フリーダムに入団する。2011年にはWPSのオフシーズンにフィンランドの「PK-35ヴァンター」に移籍、UEFA女子チャンピオンズリーグ本戦1回戦のラーヨ・バジェカーノ戦に出場している。
2012年にスカイ・ブルーFCに入団したが、アメリカ女子プロサッカー（WPS）の2012シーズン休止が発表されたため、日本女子サッカーリーグのINAC神戸レオネッサに移籍した。神戸では主力選手として定着、2013年にはリーグ15得点を挙げて得点女王となり、ベストイレブンに選出された。
2014年、前年より始動したアメリカのNWSLに所属するシアトル・レインFCにレンタル移籍し、同リーグ開催期間の8月31日までアメリカでプレーすることが発表された。
2015年、シアトル・レインFCへ完全移籍。
2016年11月、NWSLのオフシーズンにオーストラリアのWリーグに所属するメルボルン・シティFCに期限付きで移籍をした。
2020年2月、クラブから引退が発表された。
2021年3月、WPSに所属するカリフォルニア・ストームから2年振りに選手へ復帰することが発表された。
同年8月31日、NWSL・NJ/NY ゴッサムFCのアシスタントコーチに就任することが発表された。
2022年11月、レーシング・ルイビルFCのアシスタントコーチに就き、翌2023年11月にヘッドコーチに任命された。

## 所属クラブ
- ワシントン・フリーダム 2010
- ウェスタンニューヨーク・フラッシュ 2011
- PK-35ヴァンター(女子) 2011
- スカイ・ブルーFC 2012
- INAC神戸レオネッサ 2012-2013
- シアトル・レインFC 2014-2018 / レインFC 2019
- メルボルン・シティFC 2016-2017(期限付き移籍)
- カリフォルニア・ストーム 2021

## 個人成績
| 国内大会個人成績 | 国内大会個人成績                   | 国内大会個人成績 | 国内大会個人成績   | 国内大会個人成績 | 国内大会個人成績 | 国内大会個人成績 | 国内大会個人成績 | 国内大会個人成績 | 国内大会個人成績 | 国内大会個人成績 | 国内大会個人成績 |
| 年度             | クラブ                             | 背番号           | リーグ             | リーグ戦         | リーグ戦         | リーグ杯         | リーグ杯         | オープン杯       | オープン杯       | 期間通算         | 期間通算         |
| 年度             | クラブ                             | 背番号           | リーグ             | 出場             | 得点             | 出場             | 得点             | 出場             | 得点             | 出場             | 得点             |
| アメリカ         | アメリカ                           | アメリカ         | アメリカ           | リーグ戦         | リーグ戦         | リーグ杯         | リーグ杯         | オープン杯       | オープン杯       | 期間通算         | 期間通算         |
| ---------------- | ---------------------------------- | ---------------- | ------------------ | ---------------- | ---------------- | ---------------- | ---------------- | ---------------- | ---------------- | ---------------- | ---------------- |
| 2010             | ワシントン・フリーダム             | 6                | WPS                | 16               | 1                | -                | -                | -                | -                | 16               | 1                |
| 2011             | ウェスタンニューヨーク・フラッシュ | 19               | WPS                | 15               | 1                | -                | -                | -                | -                | 15               | 1                |
| フィンランド     | フィンランド                       | フィンランド     | フィンランド       | リーグ戦         | リーグ戦         | リーグ杯         | リーグ杯         | オープン杯       | オープン杯       | 期間通算         | 期間通算         |
| 2011-12          | PK-35ヴァンター(女子)              | 21               | ナイステン・リーガ | 6                | 1                | -                | -                |                  |                  | 6                | 1                |
| アメリカ         | アメリカ                           | アメリカ         | アメリカ           | リーグ戦         | リーグ戦         | リーグ杯         | リーグ杯         | オープン杯       | オープン杯       | 期間通算         | 期間通算         |
| 2012             | スカイ・ブルーFC                   |                  | WPS                | 活動休止         | 活動休止         | 活動休止         | 活動休止         | 活動休止         | 活動休止         | 活動休止         | 活動休止         |
| 日本             | 日本                               | 日本             | 日本               | リーグ戦         | リーグ戦         | リーグ杯         | リーグ杯         | 皇后杯           | 皇后杯           | 期間通算         | 期間通算         |
| 2012             | INAC神戸レオネッサ                 | 21               | なでしこ           | 9                | 4                | 6                | 7                | 4                | 2                | 19               | 13               |
| 2013             | INAC神戸レオネッサ                 | 17               | なでしこ           | 15               | 15               | 10               | 6                | 2                | 1                | 27               | 22               |
| アメリカ         | アメリカ                           | アメリカ         | アメリカ           | リーグ戦         | リーグ戦         | リーグ杯         | リーグ杯         | オープン杯       | オープン杯       | 期間通算         | 期間通算         |
| 2014             | シアトル・レインFC                 | 17               | NWSL               | 24               | 5                | -                | -                | -                | -                | 24               | 5                |
| 2015             | シアトル・レインFC                 | 17               | NWSL               | 17               | 9                | -                | -                | -                | -                | 17               | 9                |
| 2016             | シアトル・レインFC                 | 17               | NWSL               | 20               | 3                | -                | -                | -                | -                | 20               | 3                |
| オーストラリア   | オーストラリア                     | オーストラリア   | オーストラリア     | リーグ戦         | リーグ戦         | リーグ杯         | リーグ杯         | オープン杯       | オープン杯       | 期間通算         | 期間通算         |
| 2016-17          | メルボルン・シティFC               |                  | Wリーグ            | 11               | 2                | -                | -                | -                | -                | 11               | 2                |
| アメリカ         | アメリカ                           | アメリカ         | アメリカ           | リーグ戦         | リーグ戦         | リーグ杯         | リーグ杯         | オープン杯       | オープン杯       | 期間通算         | 期間通算         |
| 2017             | シアトル・レインFC                 | 17               | NWSL               | 22               | 4                | -                | -                | -                | -                | 22               | 4                |
| 2018             | シアトル・レインFC                 | 17               | NWSL               | 19               | 2                | -                | -                | -                | -                | 19               | 2                |
| 2019             | レインFC                           | 17               | NWSL               | 21               | 1                | -                | -                | -                | -                | 21               | 1                |
| 2021             | カリフォルニア・ストーム           |                  | WPS                |                  |                  |                  |                  |                  |                  |                  |                  |
| 通算             | アメリカ                           | アメリカ         | NWSL               | 123              | 24               | -                | -                | -                | -                | 123              | 24               |
| 通算             | アメリカ                           | アメリカ         | WPS                | 31               | 2                | -                | -                | -                | -                | 31               | 2                |
| 通算             | フィンランド                       | フィンランド     | 1部                | 6                | 1                | -                | -                |                  |                  | 6                | 1                |
| 通算             | 日本                               | 日本             | 1部                | 24               | 19               | 16               | 13               | 6                | 3                | 46               | 35               |
| 通算             | オーストラリア                     | オーストラリア   | 1部                | 11               | 2                |                  |                  |                  |                  | 11               | 2                |
| 総通算           | 総通算                             | 総通算           | 総通算             | 195              | 48               | 16               | 13               | 6                | 3                | 217              | 64               |

| 国際大会個人成績 | 国際大会個人成績      | 国際大会個人成績 | 国際大会個人成績 | 国際大会個人成績 |
| 年度             | クラブ                | 背番号           | 出場             | 得点             |
| UEFA 女子CL      | UEFA 女子CL           | UEFA 女子CL      | UEFA 女子CL      | UEFA 女子CL      |
| ---------------- | --------------------- | ---------------- | ---------------- | ---------------- |
| 2011-12          | PK-35ヴァンター(女子) | 21               | 1                | 0                |
| 通算             | UEFA 女子CL           | UEFA 女子CL      | 1                | 0                |

## 獲得タイトル

### 所属チーム
INAC神戸レオネッサ
- なでしこリーグ: 2回 (2012年、2013年)
- 皇后杯全日本女子サッカー選手権大会: 2回 (2012年、2013年)
- なでしこリーグカップ: 1回 (2013年)
- 国際女子サッカークラブ選手権: 1回 (2013年)
- 日韓女子リーグチャンピオンシップ: 1回 (2012年)

 シアトル・レインFC
- NWSLシールド: 2回 (2014年、2015年)

### 個人
- なでしこリーグ得点王：1回 （2013年)
- なでしこリーグベストイレブン：1回（2013年）
- NWSLベストイレブン：1回（2015年）